# (8525) Nielsabel
(8525) Nielsabel (1992 RZ5) – planetoida z pasa głównego asteroid okrążająca Słońce w ciągu 3,73 lat w średniej odległości 2,4 au. Odkryta 2 września 1992 roku.